# 토미 플래너건 (음악가)

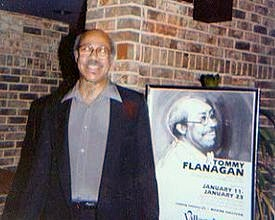
토미 플래너건

토미 플래너건(Tommy Flanagan, 1930년 3월 16일 ~ 2001년 11월 16일)은 미국의 재즈 피아니스트이다.
디트로이트 출신의 흑인 피아니스트이다. 마일즈 데이비스, 서니 롤린스, 존 콜트레인 등 일류 멤버와 공연한 레코드가 많다. 산뜻한 모던 스윙파의 중견으로서 1957년에 스톡홀름에서 녹음한 피아노 트리오에 의한 <오버시즈>가 크게 히트하여 1967년에 재발매되었을 때도 최고매상을 기록하였다.